# 波特蘭 (康乃狄克州)
波特蘭（英語：Portland）是一個位於美國康乃狄克州米德爾塞克斯縣的城鎮。

## 地理
波特蘭的座標為41°35′27″N 72°35′26″W / 41.59083°N 72.59056°W，而該地的平均海拔高度為55米（即180英尺）。

## 人口
根據2010年美國人口普查的數據，波特蘭的面積為06480平方千米，當中陸地面積為24.90平方千米，而水域面積為23.40平方千米。當地共有人口1.50人，而人口密度為每平方千米0人。